# Poboy

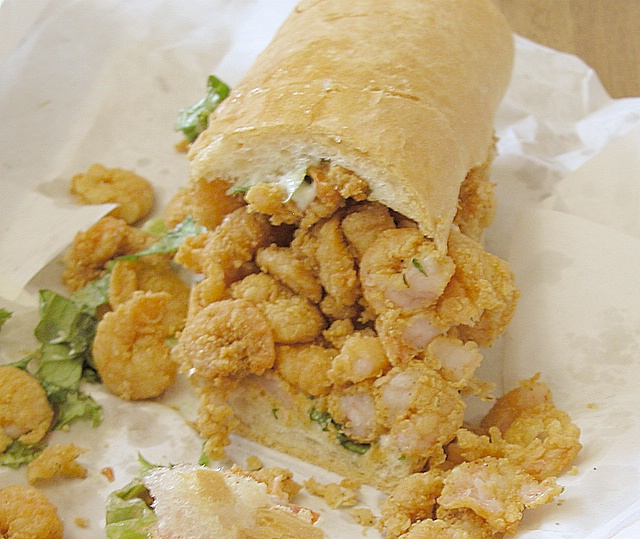
Um Poboy a base de camarão.

Poboy (também escrito "po’ boy" ou "po-boy") é uma sanduiche feita numa baguette de pão francês, alimento dos “poor boys”, ou jovens pobres, originária da culinária da Louisiana; pode ter um recheio de carne, tradicionalmente rosbife e “gravy”, mas a maior parte das vezes leva peixe ou mariscos fritos, picles, molho picante, alface, maionese ou outros “fixin’s”. O pão, no entanto, é o ingrediente mais importante: deve ter uma crosta crocante e um miolo macio. A sanduiche é normalmente consumida com rootbeer ou com uma cerveja local, como Abita ou Dixie. 

## História
Esta iguaria é tão importante na tradição local que anualmente se realiza o “Oak Street Po-Boy Festival”, desde 2007. Aparentemente, esta sanduiche obteve o nome por que é conhecida durante uma greve dos operadores de “street car” (carros-elétricos ou tróleis) em 1929; os donos da companhia, em vez de negociarem com os operadores, decidiram mandar vir criminosos de Nova Iorque para operarem os carros. Isto despoletou um grande movimento de protesto e de solidariedade com os operadores originais e um dos apoios foi dado pelos Martin Brothers, antigos operadores de “street car” que entretanto tinham aberto um pequeno restaurante no French Market e que decidiram oferecer estas sanduiches aos grevistas e, quando um deles se aproximava, eles diziam “Here comes another poor boy”, ou seja, “Aí vem mais um desses pobres rapazes” 